# جوزيف براكيت
جوزيف براكيت (بالإنجليزية: Joseph Brackett)‏ هو ملحن وكاتب أغاني أمريكي، ولد في 6 مايو 1797 في كومبرلاند في الولايات المتحدة، وتوفي في 4 يوليو 1882 في Sabbathday Lake Shaker Village ‏ في الولايات المتحدة.

## وصلات خارجية
- جوزيف براكيت على موقع ميوزك برينز (الإنجليزية)
- جوزيف براكيت على موقع ديسكوغز (الإنجليزية)